# Dubová hora (Polomené hory)
Dubová hora (397 m n. m.) je vrch v okrese Česká Lípa Libereckého kraje, ležící asi 2,5 km západně od Dubé, ve stejnojmenném katastrálním území a částečně na území Pavliček. Na jihozápadním svahu leží samota Horní Dubová Hora.

## Geomorfologické zařazení
Vrch náleží do celku Ralská pahorkatina, podcelku Dokeská pahorkatina, okrsku Polomené hory, podokrsku Vlhošťská vrchovina a Domašické části.

## Přístup
Automobilem se dá nejblíže dojet do Horní Dubové hory. Po severním svahu vrchu prochází modrá turistická značka (Dubá – Pavličky).